# Juan García Calvo
Juan García Calvo   (Granada, 15 de gener de 1897 - 1966), també anomenat Juaiso Calvo fou un futbolista andalús, murcià d'adopció, de la dècada de 1920 i pintor.
De nen es traslladà a Múrcia, on començà a jugar a diversos clubs amateurs de la ciutat. L'any 1917 marxà a Madrid per estudiar Belles Arts i allí jugà al club Stadium FC. Retornà a Múrcia, on jugà al Reial Múrcia CF, club que canvià diversos cops de nom (Levante FC, Murcia FC i Real Murcia). L'any 1923 establí la seva residència a Barcelona i disputà diversos partits amistosos amb el RCD Espanyol, però retornà a Múrcia aviat.
La temporada 1923-24 jugà al FC Martinenc. La següent temporada jugà al Gimnàstic FC de València. El 1928 fitxà pel València CF, però només disputà un partit amistós, ja que una greu lesió de lligaments l'obligà a deixar el futbol.
Un cop deixà el futbol es convertí en un pintor de renom.